# Garderie nocturne
Pour plus de détails, voir Fiche technique et Distribution.
Garderie nocturne est un film documentaire qui dépeint la vie de certaines prostituées mères de la ville de Bobo-Dioulasso. Ce film documentaire de 67 minutes est réalisé par le réalisateur burkinabè Moumouni Sanou. 

## Synopsis
Dans un quartier populaire de Bobo-Dioulasso, chaque soir, madame Coda accueille chez elle les enfants des prostitués. Les jeunes femmes déambulent ensuite au "Black", une ruelle très animée du centre-ville, jusqu'au lever du jour où elles viennent récupérer leurs enfants contre une rémunération. Mais Madame Coda, qui a plus de 80 ans, commence à être fatigué,. 

## Fiche technique
- Durée: 67 minutes
- Réalisateur : Moumouni Sanou[4]
- Images: Pierre Laval
- Son: Comeille Hounsou
- Montage: François Sculier
- Musique: Nancy Mounir[5].

## Festivals
- 2022 : Journées cinématographiques de Carthage
- 2022 : CinemAfrica
- 2022 : AFI Silver New African Film Festival
- 2022 : Festival Internacional de Cine de Cartagena de Indias - FICCI,
- 2022 : Festival du film environnemental Ecofalante,
- 2022 : Festival du film documentaire Sole Luna,
- 2022 : Media Men - Man in Danger,
- 2022 : Festival du film d’Ischia,
- 2022 : Festival du film Split,
- 2022 : KIMFF[6];
- 2021 : Berlinale (BERLIN, Allemagne)[7],[8];
- 2021 : Visions du Réel (NYON, Suisse)[9];
- 2021 : Festival international du film sur les droits humains This Human World
- 2021 : Festival international du film d’Innsbruck
- 2021 : One World Slovaquie
- 2021 : Festival du film sur les droits de l’homme de Tel Aviv
- 2021 : Festival du film Astra,
- 2021 : Festival du film de Flahertiana,
- 2021 : Festival du film de Lustreifen,
- 2021 : Africa In Motion,
- 2021 : Festival international du film sur les droits de l’homme du Népal,
- 2021 : Festival international du film documentaire HumanDoc.

## Prix et Distinctions
- 2022 : Prix FIDADOC[10],
- 2021 : Prix Etalon D’or du meilleur documentaire - Fespaco 2021[11];
- 2021 : Prix du meilleur film dans la compétition Nouvelles voix du cinéma documentaire - Festival du film Astra[12] ;
- 2021 : Prix honorifique - XVIIe Panorama Internacional Coisa de Cinema ;
- 2021 : Prix du meilleur long métrage documentaire - Festival du film africain;
- 2021 : Prix du meilleur long métrage documentaire - Festival du film africain Mashariki;
- 2021 : Prix de la meilleure performance cinématographique - Festival international du film Diorama 2021